# Arie Jonker
Arie Jonker (Katwijk, 20 mei 1984) is een voormalig Nederlands professioneel voetballer die een seizoen uitkwam in het betaald voetbal.

## Loopbaan
Jonker begon zijn voetbalcarrière in zijn geboorteplaats, bij v.v. Katwijk. Die club verliet hij in 2005 om bij NAC Breda te gaan voetballen. Op 30 september 2005 maakte de aanvaller onder Ton Lokhoff zijn debuut tegen RBC Roosendaal en ook tegen RKC Waalwijk deed hij mee. Het seizoen erop mocht Jonker vertrekken van NAC, want de nieuwe trainer Cees Lok had na het vertrek van Pierre van Hooijdonk een nieuw speelsysteem voor ogen, waarin Jonker minder speeltijd zou krijgen. Hierna kreeg hij geen profcontract meer en ging hij als amateur voetballen bij zijn oude club Katwijk, die hij in 2012 zou verlaten voor dorpsgenoot FC Rijnvogels.